# A'akuluujjusi
A'akuluujjusi, inuitska božica koja je stvorila kopnene životinje bacajući svoju odjeću na tlo. Nakon što ih je stvorila morala je izmjeniti neke detalje na njima, uklonivši morževima rogove u kojima je izgledao, smiješno, dok je karibue (sobove) morala usporiti i maknuti im kljove, jer su bili preopasni i kako bi ih lovci mogli uloviti.